# 壽春之戰
壽春之戰，又稱諸葛誕之亂，是三國時代曹魏大將軍司馬昭在壽春平定諸葛誕率領的淮南叛軍及吳軍近20萬人的一場戰役，亦是壽春三叛的最後一叛。

## 背景
曹魏後期，征東大將軍諸葛誕見好友鄧颺、夏侯玄等先後被誅殺，且先前在壽春起事的王凌和毌丘儉都被夷滅三族，而他亦不滿司馬師、司馬昭兄弟擅權，心中十分不安，於是在當地收買人心，盡量拿出官府庫中的財物廣泛地賑濟施捨，又赦免那些有罪之人以收買眾人之心，還蓄養了揚州的輕捷俠客數千人當做護衛自己的敢死隊。
甘露元年（256年）冬天，因為孫吳伺機攻打徐堨，諸葛誕明知自己的军队足以守御，但仍向朝廷請求領兵十萬去守衛壽春，又要求濱臨淮水建築一座城以防備吳軍進犯。司馬昭剛剛執掌朝政，長史賈充建議派遣部下去慰勞征東、征南、征西、征北四將軍，並觀察他們的志趣、動向。司馬昭派賈充到了淮南，賈充見到諸葛誕，一起談論時事，賈充說道：“洛中的諸位賢達之人，都希望實行禪讓，您認為如何？”諸葛誕嚴厲地說：“你不是賈豫州的兒子嗎？你家世代受到魏朝的恩惠，怎能想把國家轉送他人？如果洛中發生危難，我願為國家而死。”賈充默然無語。回來之後，賈充對司馬昭說：“諸葛誕再次到揚州後，深得士眾之心。如今召他來，他必然不來，還會反叛，但早反叛禍害不大；如果不召他來，那麼晚反叛禍害就大了，因此不如召他來。”
司馬昭採納了這個意見，于甘露二年四月（257年）任命諸葛誕為司空，並召他往赴京師。諸葛誕得到詔書，更加恐懼，懷疑是揚州刺史樂綝離間自己，於是就殺掉樂綝，又杀死反对举事的主簿宣隆、部曲督秦絜，聚集了在淮南及淮北郡縣屯田的十餘萬官兵和揚州地區新招募的身強力壯的兵士四五萬人，又聚集了足夠食用一年的糧食，作了閉門自守的長期準備。平寇将军临渭亭侯庞会、骑督偏将军路蕃不愿和诸葛诞一同举事，率左右斩门而出。诸葛诞又派遣長史吳綱帶著他的小兒子諸葛靚到吳國，向孫吳稱臣請求救援，並請求再讓部下將士的子弟當做人質。
诸葛诞因联合东吴便不再需要把守魏吴前线的要塞合肥新城，故在聚兵时调走了其守军令其成为空城。这也使得此战初期吴军可以畅通无阻地在本土和寿春之间往来。

## 過程
吳綱到了吳國，掌管孫吳朝政的權臣孫綝大喜，派將軍全懌、全端、唐諮、王祚等人領兵三萬人，與文欽一起去救援諸葛誕；任命諸葛誕為左都護，持符節、大司徒、驃騎將軍、青州牧，並封為壽春侯。
司马昭挟持魏帝曹髦与郭太后一同出征，曹髦派散骑常侍裴秀、给事黄门侍郎钟会一同前去。荆州刺史鲁芝率本州文武为先驱。魏军经蒗荡渠、颍水入淮。甘露二年（257年）六月，甲子日（二十五日），車駕到達項縣，司馬昭率从青、徐、荆、豫征召来的諸軍及关中游军二十六萬人進駐丘頭。同时给廷尉何桢假节，令他出使淮南，宣慰将士。讓鎮南將軍王基為行鎮東將軍，都督揚、豫諸軍事，並與安東將軍陳騫等人圍攻壽春。将军李广临敌不进，泰山太守常时称疾不出，都被司马昭处斩以正军法。王基剛到壽春，包圍圈還未形成時，文欽、全懌等人從城東北憑藉險要的山勢，才得以率領軍隊突入城中。诸葛诞败司马昭的弟弟东中郎将广阳乡侯司马亮，司马亮因而被免官。东吴拜奋威将军陆抗为柴桑督，击破曹魏的牙门将、偏将军，战后陆抗以功迁征北将军。
与此同时，魏骠骑将军王昶领兵据守夹石对东吴的江陵施加压力，令当地守将施绩和全熙等不能抽身到寿春支援诸葛诞。
司馬昭命令王基聚攏軍隊堅守壁壘不與吳軍交戰。王基屢次要求進攻，恰好吳國的朱异率領三萬人進駐安豐，成為文欽的外部接應勢力，詔令王基率領諸軍轉移佔據北山。王基對諸將說：“如今包圍的營壘已經堅固了，兵馬也近於集中，此時只應精心整治守備力量以等待敵人突圍逃跑，但是卻命令我們轉移兵力把守險要之地，使城內敵人得以放縱，如果這樣做，即使有聰明之人，也不能很好地處理以後的戰事！”於是就堅持有利的做法繼續包圍壽春，同時又上疏說：“如今與敵人對峙，我們就像山那樣巋然不動，如果轉移部隊依據險要，人心就會動盪不安，對於形勢有很大損害。各軍都已據守深溝高壘的營盤，眾心都已穩定，不可再加以動搖，這是治軍的要領。”上奏章之後，回報說同意王基的意見。於是王基等人四面合圍，形成里外兩層包圍圈，深溝高壘的防禦工事非常堅固。文欽等人多次出城企圖突破包圍，都受到迎面還擊而逃回。
司馬昭又派奮武將軍監青州諸軍事石苞統領兗州刺史州泰、徐州刺史胡威的輕裝精銳士卒作為游動軍隊，以防備外面的敵兵。州泰在陽淵擊敗了朱異，朱异逃走，州泰在後面追趕，殺傷了吳兵二千人。
七月，孫綝出動眾多兵力駐紮在鑊裡，又派朱異率將軍丁奉、黎斐等五人前去解壽春之圍。但孙綝自己却畏敌，驻扎在巢湖舟中，不敢亲临前线，孙亮命他上岸援助唐咨，他也不动。朱異把輜重糧草留在都陸，進駐黎漿，石苞、州泰又擊敗了他。太山太守胡烈率奇兵五千人偷襲了都陸，全部焚毀了朱異的物資糧草，朱異率領剩餘兵力吃著葛葉，逃歸孫綝處；孫綝讓朱異再次拼死出戰，朱異以士卒缺乏糧食為由，不服從孫綝的命令。孫綝大怒，九月一日，孫綝在鑊裡殺了朱異，領兵回到建業。孫綝既不能救出諸葛誕，而且又傷亡了大量士卒，還殺戮自己的名將，因此吳人沒有不怨恨他的。孙綝改派弟弟孙恩援救诸葛诞。
司馬昭說：“朱異不能到達壽春，不是他的罪過，但吳人卻殺了他，這是想以此來安撫壽春的將士而堅定諸葛誕守城的意志，讓他仍然盼望著救兵。如今應加強包圍，防備他們突圍逃跑，而且要想方設法使他們判斷失誤。”於是到處放風行反間之計，揚言說：“吳國救兵就要到了，魏國的大軍缺乏糧食，要分散派遣病弱的士卒到淮北去吃那裡的糧食，看形勢圍攻不會太久了。”
諸葛誕等人更加放寬心任意吃糧，沒過多久城中糧食告乏，而外邊的救兵仍然未到。將軍蔣班、焦彝，都是諸葛誕的心腹謀士，此時對諸葛誕說：“朱異等人率眾多兵力前來而不能進城，孫綝殺掉朱異而回到江東，表面上是以發救兵為名，內裡實際上是要坐等成敗。如今應趁眾人之心還能穩定，士卒願意效力，集中力量拼死命攻其一面，儘管不能獲全勝，仍有可能保全部隊實力，如果空坐這裡死守，是沒有出路的。”文欽說：“您如今率領十餘萬士卒來歸附於吳國，而我與全端等人都與您共同居於死地，我們的父兄子弟都在江南，即使孙綝不想來，而主上及其親戚又怎麼肯聽他的呢？而且魏國沒有一年是沒事的，軍民都很疲憊，如今他們圍守我們一年，內變就將興起，為什麼我們要捨棄這里而想冒著危險僥倖一戰呢？”蔣班、焦彝仍堅持勸他，文欽十分惱怒。
諸葛誕要殺掉蔣班、焦彝，二人非常害怕，十一月，他們背棄諸葛誕越過城牆來投降。全懌哥哥的兒子全輝、全儀在建業，與家內之人發生爭執，就帶著母親率領部曲數十家來投奔魏國。此時全懌與其兄之子全靖以及全端之弟全翩、全緝都領兵在壽春城中，司馬昭採用黃門侍郎鍾會的計策，秘密地替全輝、全儀寫了書信，並讓全輝、全儀的親信之人送入城中告訴全懌等人，說：“吳國朝廷惱怒全懌等人不能擊敗包圍壽春的敵兵，而想要殺盡諸將的家屬，因此跑出來歸順魏國。”十二月，全懌等人率領手下兵將數千人開城門出來投降，城中的人十分震恐，不知怎麼辦好。詔令任命全懌為平東將軍，封臨湘侯，全端等人的拜官封職各有差等。
王昶子王沦作为大将军参军参战，染病而死，司马昭为他落泪。
甘露三年（258年），文欽對諸葛誕說：“蔣班、焦彝認為我們不能出城而走，全端、全懌又已率眾投降，這正是敵人沒有防備的時機，可以出城一戰了。”諸葛誕和唐諮等人都認為很對，於是就大力準備進攻的器具，連續五六個晝夜進攻南面的包圍，想要突破重圍而出。包圍圈上的魏國諸軍站在高處發射石車火箭，迎面燒破敵方的進攻器具，箭石像雨一樣瀉下，死傷者遍地，流血充滿塹溝，諸葛誕等又被迫返回城中。城內的糧食越來越少，出城投降者有數万人之多。文欽想讓北方人都出城投降以節省糧食，留下他與吳國人一起堅守，但諸葛誕不同意，從此兩人之間互相怨恨。文欽平時就與諸葛誕有矛盾，只是因為反對司馬昭的想法相同而結合，事態緊急了就愈加互相猜疑。文欽進見諸葛誕商量事情，諸葛誕就殺掉了文欽。文欽之子文鴦、文虎領兵在城东一里诸葛诞所筑的小城（后世称诸葛诞城）中，聽到文欽的死訊，就想帶兵去為父報仇，但眾人不為他們效命，二人隨即獨自越過城牆逃出來，投降了司馬昭。
軍吏請求殺了他們，司馬昭說：“文欽罪不容誅，他的兒子本來也應該殺掉；但文鴦、文虎因走投無路而歸順，而且城還沒攻破，殺了他們就更堅定了城內敵兵的死守之心。”於是赦免了文鴦、文虎，讓他們率數百騎兵巡城高呼：“文欽之子尚且不被殺，其餘之人有什麼可害怕！”又讓文鴦、文虎都擔任將軍，並賜爵關內侯。城內之人聞訊都很高興，而且人們也日益飢餓困乏。司馬昭親自來到包圍圈，見城上持弓者不發箭，就說：“可以進攻了。”於是下令四面進軍，同時鼓譟吶喊登上城牆，二月二十日，魏軍攻克壽春城。諸葛誕情急窘迫，單槍匹馬率領麾下从小城突围，司馬胡奮手下的兵士把他殺死，又誅殺其三族。諸葛誕麾下的數百人，都拱手排成隊列，卻不投降，每殺一人，就問其餘的人降不降，而他們的態度終究不變，以至於最後全部殺盡。吳將于詮說：“大丈夫受命於君主，帶兵來救人，既不能取勝，又要被敵人俘虜，我決不如此。”於是就脫掉盔甲突入敵人兵陣而戰死。唐諮、王祚等人都投降了。俘虜的吳國兵卒有一萬多人，繳獲的兵器堆得像山一樣。
寿春城每年都下雨，淮水上涨淹没城池。司马昭刚筑工事围城时，诸葛诞笑他会不攻而自败。司马昭攻城时，却旱灾一年有余。城陷当日才大雨，司马昭的围城工事都被毁。
孙恩得知诸葛诞败亡后，也引兵回国。

## 後果
壽春之戰後，司馬昭成功剷除擁護魏帝的勢力。司馬昭被下詔為相國，封晉公，食邑八郡，加九錫，朝中的勢力已無出其右，為司馬氏篡魏奠基。
当初反对诸葛诞起事的众人中，庞会进爵乡侯，路蕃封亭侯；宣隆、秦絜之子都被用为骑都尉，加以赠赐。

## 评价
元朝史学家胡三省认为，魏军牢牢围困寿春后，即使周瑜、吕蒙、陆逊复生，也不可能解围了。如果孙綝举荆、扬之众出襄阳攻打宛、洛，迫使围攻寿春的军队回救，诸葛诞、文钦趁机突围，才有成功的可能。